# MacDonnell Ranges
Die MacDonnell Ranges sind eine 644 km lange Gebirgskette im Northern Territory Australiens. Sie bestehen aus parallel laufenden Bergkämmen aus rotem Sandstein, die westlich und östlich von Alice Springs verlaufen. Mount Liebig mit 1.524 m und Mount Zeil mit 1.510 m sind die höchsten Erhebungen. 
An zahlreichen Stellen sind die Gebirgszüge von tief eingeschnittenen und teilweise nur wenige Meter breiten Einschnitten durchbrochen, zu deren berühmtesten Simpsons Gap, Standley Chasm, Serpentine Gorge und Glen Helen Gorge zählen.
Die Gebirgskette wurde 1860 von John McDouall Stuart entdeckt und nach Sir Richard MacDonnell, dem damaligen Gouverneur von South Australia, benannt.
Im Gebiet der MacDonnell Ranges existieren zahlreiche Stätten der Arrernte, der örtlichen Aborigines. Ein 223 km langer Wanderweg, der Larapinta Trail, verläuft durch den West-MacDonnell-Nationalpark. 

## Weblinks

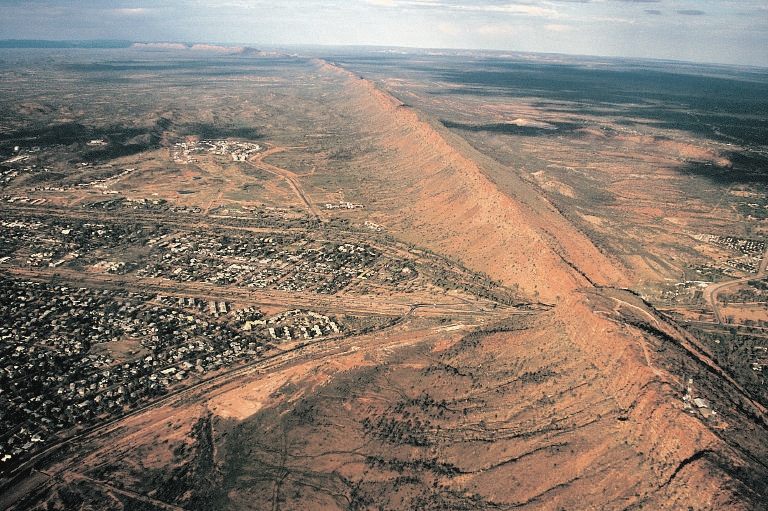
Luftaufnahme von Alice Springs, die einen Höhenzug der MacDonnell Ranges sowie den durchtrennenden Heavitree Gap zeigt
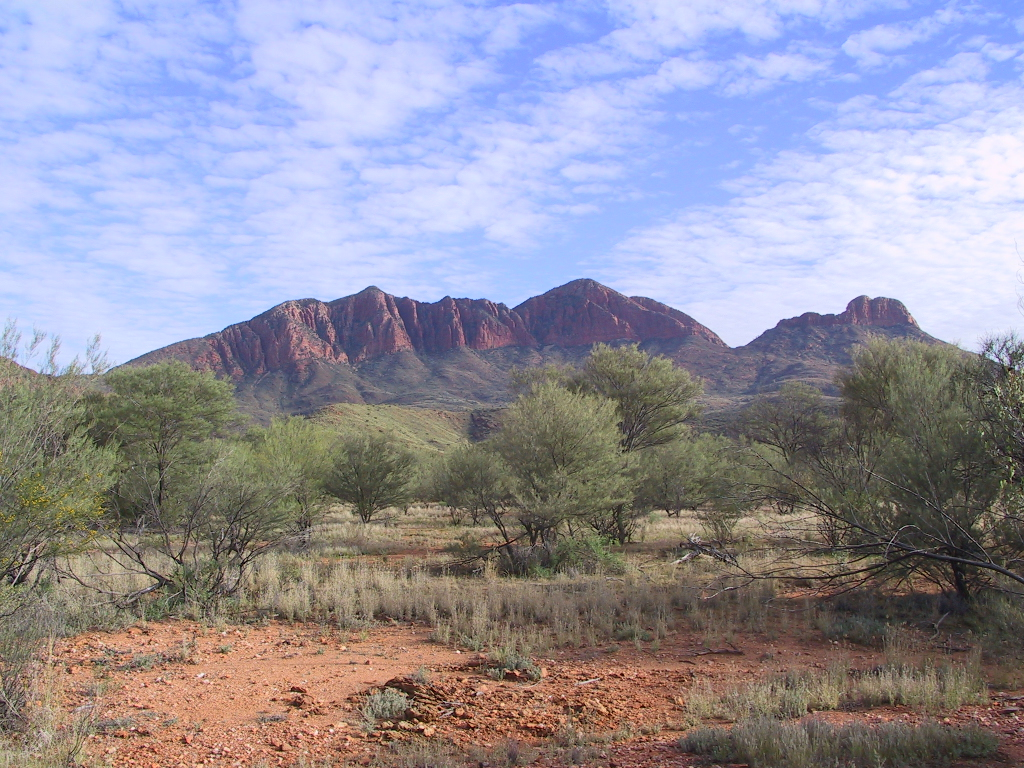
Mount Sonder (1.380 m)
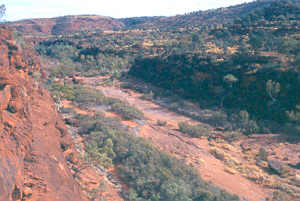
Palm Valley
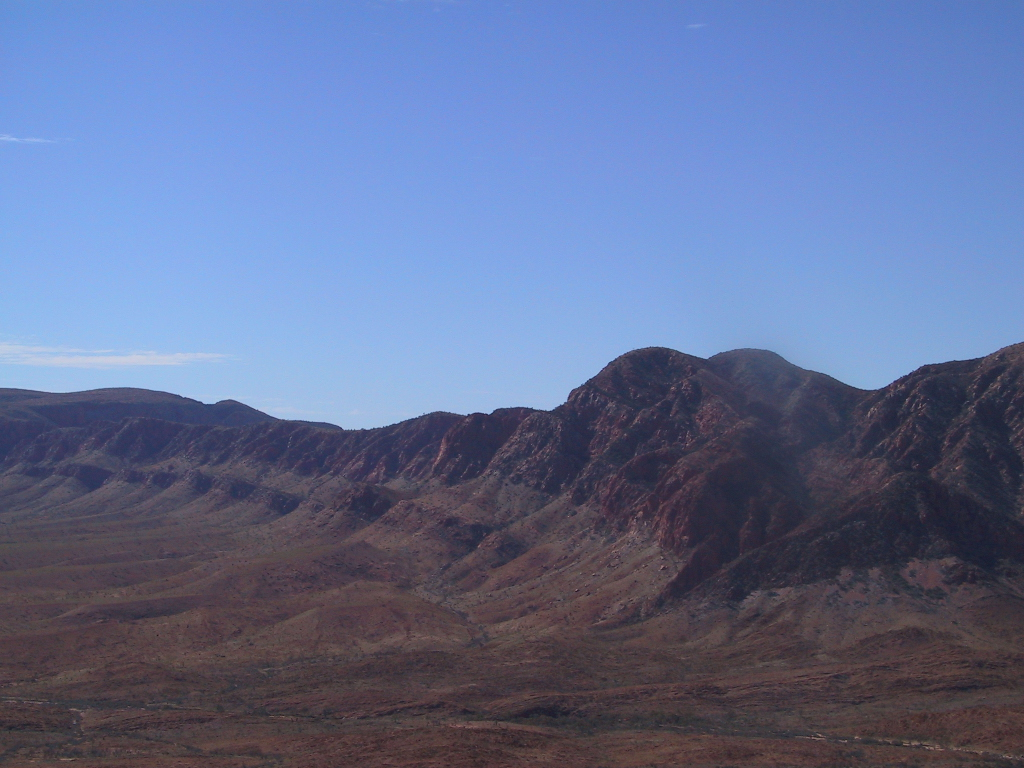
Ormiston Pound
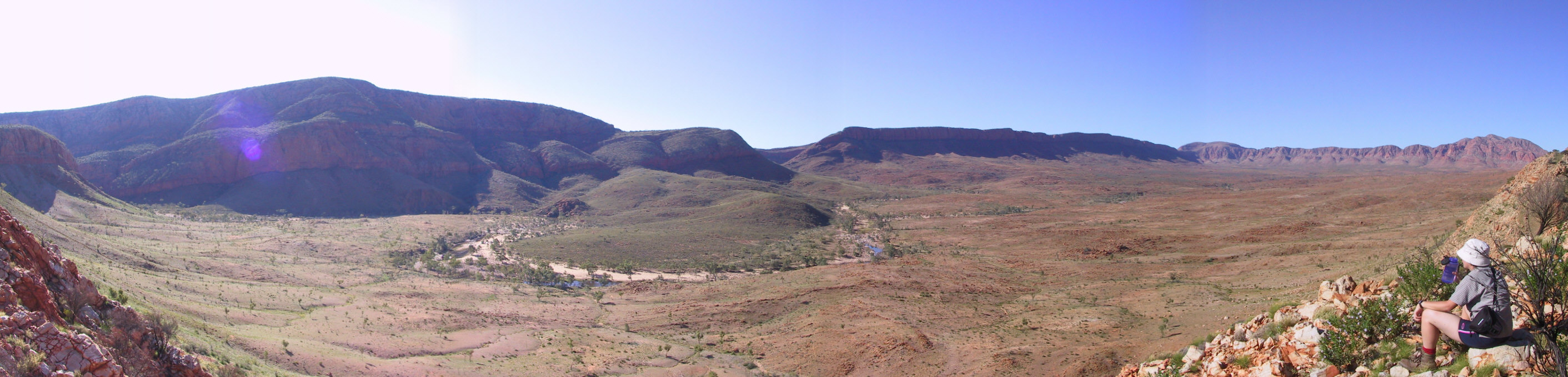
Ormiston Pound mit Ormiston Gorge
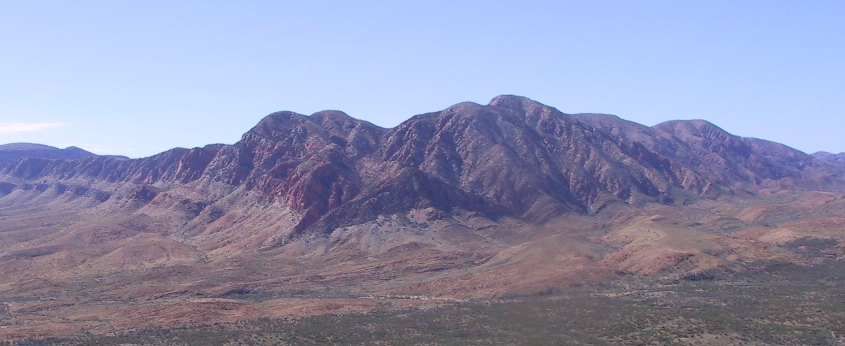
Mount Giles (1.389 m)
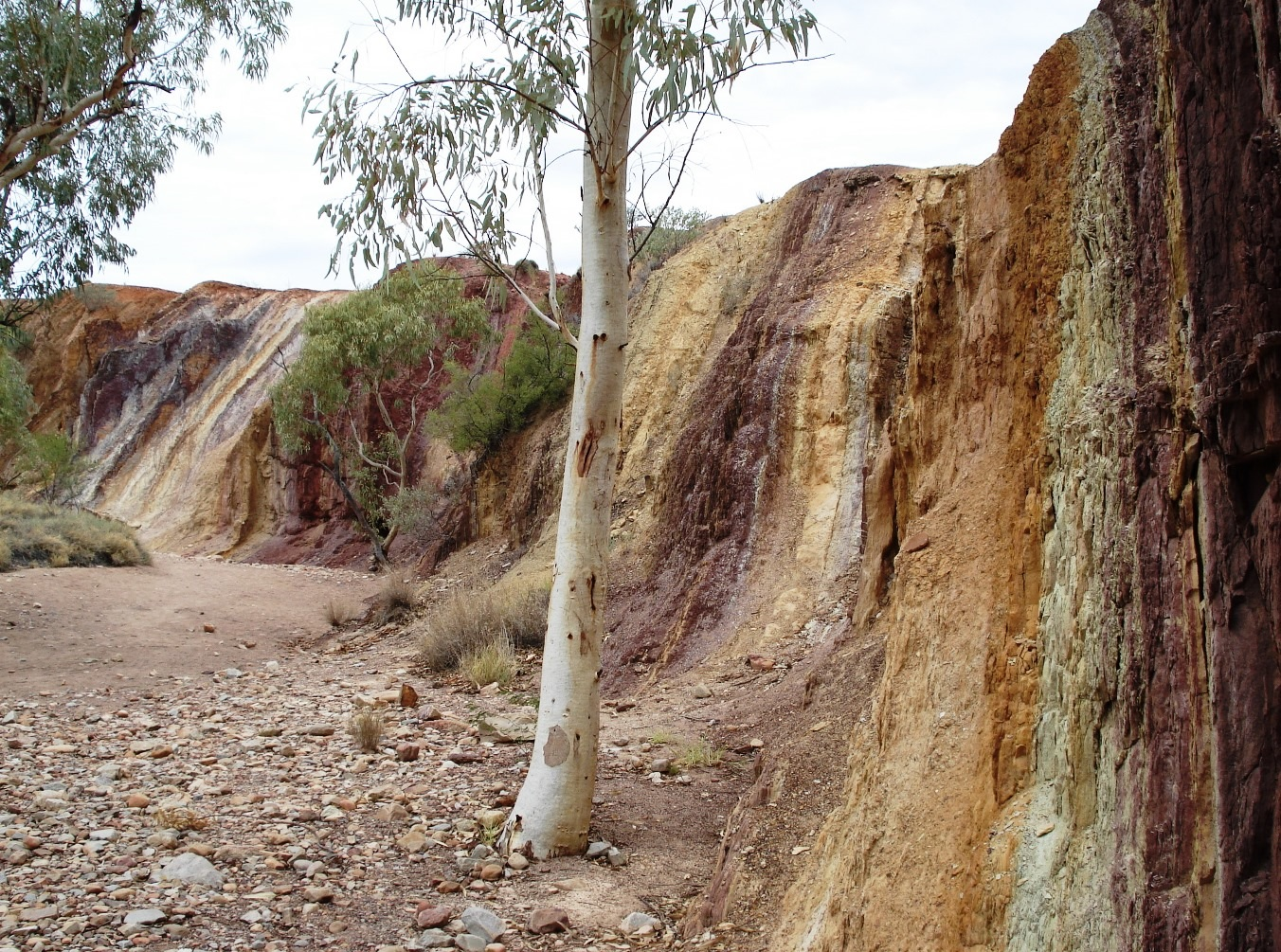
Die der Ochre Pits - von Aborigines genutzten Ocker-Gruben
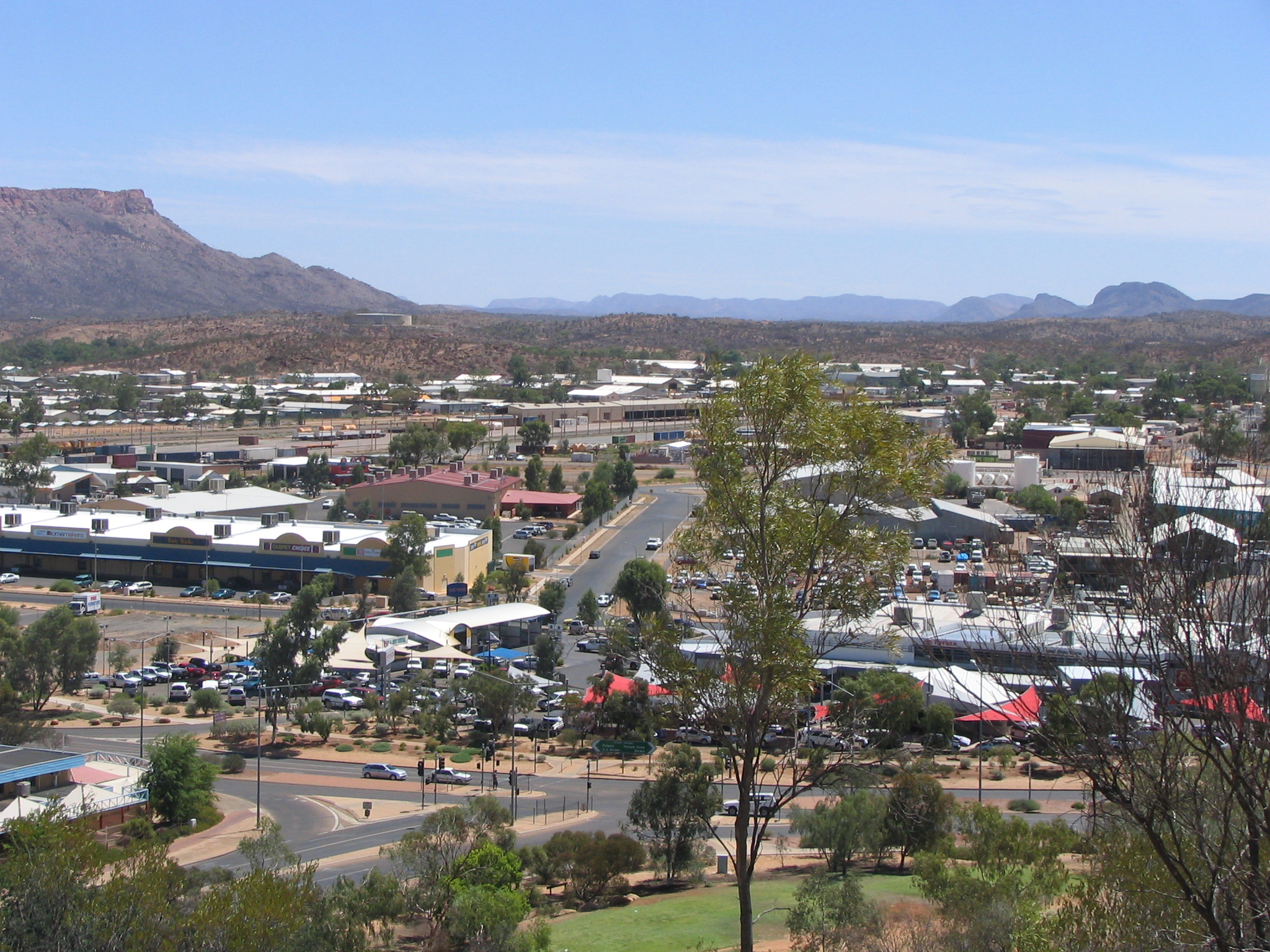
Alice Springs